# František Preiss (malíř)
František (Franz) Preiss (29. března 1797 Jihlava – 2. března 1842 Jihlava) byl moravský malíř.

## Život a dílo
Narodil se v rodině tkalcovského mistra Antona Preisse a jeho manželky Josefy, rozené Weinové. Byl žákem jihlavského malíře a betlémáře Aloise Geisslera[zdroj?] a patrně prvním jihlavským výtvarníkem ručně malovaných betlémových figur.
Živil se jako portrétní malíř, ale namaloval také oltářní obrazy pro kostely ve Velkém Meziříčí (1824) a v Měříně (1827). V Jihlavě je autorem obrazu sv. Antonína Paduánského (1827) pro kostel minoritů. Některé Preissovy obrazy jsou ve sbírkách Muzea Vysočiny. Stylově se jeho malba přibližuje nazarénskému romantismu.
Kvalit malíře si všiml opat benediktinského kláštera v Rajhradě Viktor Martin Schlossar, který u Preisse objednal oltářní obraz sv. Barbory. Přestože při práci na tomto obraze malíř náhle zemřel, ne zcela dokončený obraz byl umístěn v rajhradském chrámu.
František Preiss zemřel v Jihlavě na zápal plic.